# Nadezjda Mandelsjtam
Nadezjda Jakovlevna Mandelsjtam (ryska: Надежда Яковлевна Мандельштам), född 31 oktober 1899 i Saratov, död 29 december 1980 i Moskva, var en ryskjudisk sovjetisk författare. Hon var gift med poeten Osip Mandelsjtam.
Hon föddes in i en judisk medelklassfamilj och tillbringade sina första år i Kiev. Efter sin gymnasiala utbildning studerade hon konst.
Nadezjda och Osip Mandelstam bodde i Lillryssland (nu Ukraina), Petrograd, Moskva och Georgiska SSR (nu Georgien). Osip arresterades 1934 och blev skickad i exil tillsammans med Nadezjda till Perm och senare till Voronezj.
Osip arresterades en andra gång och dog 1938 i ett transitläger kallat "Vtoraja Retjka" (Andra floden) nära Vladivostok. Därefter levde Nadezjda närmast ett nomadiskt liv och bytte ofta arbete och bostad, och lyckades undvika arrestering. Hon blev vid ett tillfälle nästan upphunnen av den hemliga säkerhetstjänsten NKVD. Hon såg som sin livsuppgift att rädda sin mans poetiska arv och memorerade det mesta då hon inte litade på papper.
Efter Josef Stalins död gjorde hon klar sin avhandling år 1956 och lyckades återvända till Moskva år 1958.
I sina memoarer som först publicerades i västvärlden ger hon en analys av sitt liv och kritiserar det moraliska och kulturella förfallet i Sovjetunionen under 1920-talet och framåt.

### På svenska
- Stalins mirakel. En bok om Osip Mandelsjtam och 1930-talets Ryssland, översättning av Hans Björkegren, Stockholm: W & W (1970).

### På engelska
- Hope against Hope (ISBN 1-86046-635-4) (ordlek: nadezjda på ryska  betyder hope (hopp) på engelska)
- Hope Abandoned (ISBN 0-689-10549-5)

### På tyska
- Das Jahrhundert der Wölfe. Eine Autobiographie. översatt från ryska till tyska av Elisabeth Mahler. Frankfurt am Main: S. Fischer Verlag GmbH (1971)
- Generation ohne Tränen. Erinnerungen. översatt från ryska till tyska av Godehard Schramm. Frankfurt am Main: S. Fischer Verlag GmbH (1975)